# 瑞浪市立釜戸小学校
瑞浪市立釜戸小学校（みずなみしりつ かまどしょうがっこう）は、岐阜県瑞浪市にある公立小学校。

## 沿革
- 1873年（明治6年） - 宿村に誠之館が開校。天猷寺を仮校舎とする。
- 1875年（明治8年） - 
  - 公文垣内村、中切村、大島村、荻之島村、釜戸宿村[注釈 1]、上平村、平山村が合併し、釜戸村となる。
  - 誠之学校に改称する。
- 1882年（明治15年） - 釜戸小学校に改称する。
- 1886年（明治19年） - 釜戸尋常小学校に改称する。
- 1889年（明治22年）7月1日 - 釜戸村と大湫村が合併し、余戸村が発足。
- 1892年（明治25年） - 釜戸尋常高等小学校に改称する。
- 1900年（明治33年） - 余戸第一尋常高等小学校に改称する。
- 1912年（明治45年） - 現在地に移転。
- 1917年（大正6年） - 余戸第二尋常小学校を統合し、荻之島分教場を設置。
- 1921年（大正10年） - 
  - 余戸村が釜戸村と大湫村に分村。
  - 釜戸尋常高等小学校に改称する。
- 1941年（昭和16年）4月1日 - 釜戸国民学校に改称する。
- 1947年（昭和22年）4月1日 - 釜戸村立釜戸小学校に改称する。
- 1954年（昭和29年）4月1日 - 土岐郡瑞浪土岐町、稲津村、釜戸村、大湫村、日吉村、明世村（山野内、月吉、戸狩）、および恵那郡陶町が合併し、瑞浪市が発足。同時に瑞浪市立釜戸小学校に改称する。
- 1968年（昭和43年） - 荻之島分校を廃止。
- 1984年（昭和59年） - 新校舎（鉄筋コンクリート造）が完成。
- 2005年（平成17年）4月 - 大湫小学校を統合する。

## その他
- 1984年以前の木造校舎は瑞浪市大湫町内に移築され、天野裕夫（彫刻家）のアトリエとなっている[注釈 2]